# Wim Eyckmans
Wim Eyckmans (Herentals, 23 maart 1973) is een Belgisch autocoureur.

## Carrière
Eyckmans begon zijn loopbaan in het karting en werd tweede in het Belgisch kampioenschap in 1987 en derde in het Europees kampioenschap in 1990. In 1994 en 1995 reed hij races uit het Formule 3000 kampioenschap en in 1996 nam hij deel aan races uit de Porsche Supercup. In 1998 nam hij deel aan enkele races uit de Indy Lights kalender. Eyckmans stond aan de start van de Indianapolis 500 in 1999 in een auto van Eddie Cheever. Hij viel uit met mechanische panne en werd op de 23e plaats geklasseerd. In 2004 nam hij deel aan de 1000 km van Spa-Francorchamps en eindigde op een tweede plaats in zijn categorie en een achtste plaats algemeen. 